# Informacijska ekonomija
Informacijska ekonomija je ohlapen izraz, ki karakterizira ekonomijo s povečanim poudarkom na informacijskih aktivnostih in informacijski industriji.
Nejasnost tega pojma ima dva glavna izvora. Prvi problem se pojavi pri vprašanju kdaj je ekonomija informacijska ekonomija in kdaj to ni. To je deloma zaradi dejstva, da so bile raziskave predvsem osredotočene na različne poraste v informacijskih aktivnostih, kot pa na njihovo stopnjo. Redko vidimo raziskovalce, ki resno debatirajo o tem, ali je določena stopnja informatizacije v ekonomiji dovolj, da jo označimo kot informacijsko ekonomijo.
Kot drugo, obstaja mnogo različnih meritev, ki merijo informacijsko-ekonomske indikatorje, ki jih uporabljajo raziskovalci. Za razliko od prvega problema, drugi problem ni pomanjkanje pozornosti temveč pomanjkanje sporazuma med različnimi izbirami.
Dve vprašanji, ki se pojavljata v zvezi s tem izrazom sta prav tako vredni omembe. Kot prvo, obstaja argument, ki ga je postavil Manuel Castells, da informacijska ekonomija ni vzajemno izključena iz manufakturne ekonomije.
Ugotovil je, da nekatere države, kot sta Nemčija in Japonska, predstavljajo informatizacijo manufakturnega procesa. Tipična konceptualizacija informacijsko ekonomijo predstavlja kot »stopnjo« ali »fazo« ekonomije, ki nastopi po stopnjah lova, agrikulture in proizvodnje. Ta konceptualizacija je lahko široko gledana glede na informacijsko družbo, ki je precej soroden, toda širši koncept. 
Kot drugo, obstaja več karakterizacij transformacij skozi katere gredo sodobne ekonomije. 
Storitvena ekonomija, tehnološko napredna ekonomija, pozni kapitalizem, post-fordizem in globalna ekonomija so med najpogosteje uporabljenimi izrazi, ki se med seboj prekrivajo ter so si protislovni. Izraz, ki je bližje informacijski ekonomiji bi vključeval ekonomijo znanja ter post-industrijsko ekonomijo.
Lahko bi rekli, da izraz »informacijski« ni jasno definiran koncept, ko je apliciran na ekonomske in socialne zadeve.
Izbira posameznika, kako bo konceptualiziral sodobno ekonomijo je povezana tudi s pričakovanji in politiko ter političnimi imperativi, ki jih posameznik ima.